# 近距離接觸
近距離接觸（英語：Close encounter）在幽浮學和流行文化中指人類目擊不明飛行物體的事件。近距離接觸一詞及其所屬的分類系統是由天文學家約瑟夫·艾倫·海尼克在1972年的著作《經歷UFO：科學調查》首次提出，他都是幽浮研究人士。海尼克僅提出三類接觸，其他類別的接觸因缺乏科學嚴謹而不受普遍認可。

## 海尼克分類
約瑟夫·艾倫·海尼克把不明飛行物體目擊事件區分為六個分類，包括三種接觸，依照目擊距離來定義。

### 夜晚光體
在夜空目擊的不明光源而且無法解釋。

### 日間圓盤
在白天目擊的不明飛行物體，通常是圓盤形或橢圓形。

### 雷達目擊
不明飛行物顯示在雷達螢幕上。雖然雷達偵測是不可靠的，但是似乎提供了較為可信的證據，也就是確認出偵測到的物體是實體物。

### 第一類接觸
在500英尺（152.4米）內目擊不明飛行物體，而且能清楚描述其形狀及細節。

### 第二類接觸
目擊一個或多個不明飛行物體，並給目擊者或週遭環境帶來相關的物理反應，其中包括：
- 熱力或輻射
- 地形損毀
- 身體麻痺
- 使動物受驚
- 干擾引擎或電視及電台的接收
- 使目擊者忘掉目擊不明飛行物那段時間的記憶[9]

最有名的第二類接觸事件就是羅斯威爾事件、藍道申森林事件與日本航空1628號班機事件。

### 第三類接觸
清楚看見不明飛行物體，而且能看見外星人，特别是清楚看見類似人類的高級生物。這是真正意義上的接觸，包括通過心靈感應，與外星人交談等，最有名的第三類接觸事件就是虛舟事件與嘉明湖疑似外星生物事件。

## 延伸分類
以下類型的外星生物接觸並不包括海尼克原先的分類方法上，後續飛碟研究與愛好者將其拓展。

### 第四類接觸
人類直接與不明飛行物體或外星生物接触，其方式例如被劫持、被檢查、被進行實驗等，最有名的第四類接觸事件就是希爾夫婦綁架事件、丘比斯·瓦頓綁架案與希克森綁架事件。

### 第五類接觸
由史蒂芬·格里爾的 CSETI 小組命名，意義上是指透過人類自發或雙方合作，以一種有意識、自願性和積極主動的方式與外星文明溝通，最有名的第五類接觸事件就是黃延秋外星人事件。
然而從地球上發射飛行器或電磁波，訪問可能存在生命的星球卻並未收到明確可證實的回覆，不屬於此類。

### 第六類接觸
人類被外星人傷害甚至殺死或是人類傷害甚至殺死外星人，最有名的第六類接觸事件就是道西事件。

### 第七類接觸
人類與外星人交配，甚至有混血種族誕生，最有名的第七類接觸事件就是孟照國事件。

### 第八類接觸
此類接觸為日本飛碟研究界提出，指外星人大規模侵略地球，意圖對地球政治歷史領域造成重大影響，是否有外星人存在的問題已經不再有人懷疑。

### 第九類接觸
此類接觸為日本飛碟研究界提出，外星人與人類交流已經公開枱面公共化，出現在媒體等公開渠道。

## 外部連結
- .   [2007-02-13]. （原始内容存档于2010-08-20）.
- .   [2007-02-13]. （原始内容存档于2007-06-28）.
- .   [2007-03-22]. （原始内容存档于2007-02-05）.
- . UFOLOGY Resource Center.   [2007-04-12]. （原始内容存档于2007-03-21）.